# Dacia 1325
Dacia 1325 (nebo Dacia Liberta) byl osobní automobil s karoserií hatchback, vyráběný rumunskou automobilkou Dacia mezi lety 1991 a 1996. Vůz nahradil v roce Dacii 1320, která pochází z Dacie 1310 druhé generace. Dacia 1325 pocházela z třetí generace (z roku 1989). V roce 1993 byla modernizována (stejně jako 1310) a v této podobě se vyráběla až do roku 1996, kdy skončila výroba.